# ملکی (زیرکوه)
ملکی روستایی در دهستان پترگان بخش مرکزی شهرستان زیرکوه استان خراسان جنوبی ایران است. بر پایه سرشماری عمومی نفوس و مسکن در سال ۱۳۹۰ جمعیت این روستا ۴۱۲ نفر (در ۱۱۱ خانوار) بوده است.